# Mosaic Records
Mosaic Records is een Amerikaans platenlabel dat jazz-muziek opnieuw uitgeeft. Het label werd in 1983 opgericht door Michael Cuscuna en Charlie Lourie om box-sets van individuele musici uit te brengen met platen die niet meer geperst worden. De uit te brengen muziek wordt voor drie of vijf jaar geleased van de rechthebbende platenmaatschappij en vervolgens in een gelimiteerde oplage uitgebracht. Ook wordt wel de complete catalogus van een platenlabel opnieuw uitgebracht, zoals gebeurde met het volledige materiaal van Commodore Records, 66 platen: het werd in drie sets opnieuw door Mosaic uitgebracht. In 2003 kwam het label met de Select-serie: kleinere sets, maar niet noodzakelijk 'compleet'. In 2006 begon Mosaic Records de Mosaic Singles: de heruitgave van individuele albums die niet eerder in Amerika waren verschenen, of überhaupt niet op de markt waren gekomen.
In de eerste drie jaar liep het niet zo goed en Cuscuna riep de hulp in van entertainment-zakenman Fred Seibert en Alan Goodman, die met een catalogus en strategie kwamen die leidden tot een vertienvoudiging van de verkoop. Er zijn inmiddels meer dan 150 sets uitgegeven. Sinds 1998 bezit Capitol Records 50% van het label. Capitol Records is een onderdeel van de Blue Note-groep.
Op het label zijn onder meer de volgende artiesten opnieuw uitgebracht: Thelonious Monk, Duke Ellington, Lester Young met Count Basie, Clifford Brown, Sidney Bechet, Bud Powell, George Lewis, het Nat King Cole trio, Charles Mingus, Buck Clayton en Maynard Ferguson. 